# Kanovnické domy (Hradec Králové)
Kanovnické domy v Hradci Králové jsou původně renesanční domy na Velkém náměstí, přestavěné v 18. století v barokním slohu. Přestavba je nejčastěji připisována Janu Blažeji Santinimu. Všech pět domů je chráněno jako kulturní památka České republiky.

## Historie a otázka Santiniho autorství
Královéhradecký biskup Tobiáš Jan Becker (1701–1710) koupil krátce před svou smrtí sedm renesančních měšťanských domů na dnešním Velkém náměstí naproti jižnímu boku katedrály. Domy byly původně jednopatrové, snad i s podloubím v přízemí a vesměs s vysokými štíty. Za Beckerova nástupce, biskupa Jana Adama hraběte Vratislava z Mitrovic (1710–1721) se přistoupilo k barokní přestavbě domů č. 48-52 údajně podle Santiniho návrhů. Architekt měl dle tohoto předpokladu provést jedinečnou adaptaci a scelení domů pomocí společných architektonických detailů, pásové rustiky v přízemí, nadokenních říms v patrech a štítů nad společnou linií korunních říms. 
Osu souboru tvoří dům kapitulního děkana (čp. 50), největší objekt vystupující mírně z fronty. Široký, o sedmi osách, přízemí se středním portálem má podélné pásy a nad okny klenáky, zasahující do římsy patra. Patro s mocnými prolamovanými nadokenními římsami uzavírá bohatě profilovaná korunní římsa. Štít je prolomený dvěma okny s bohatými římsami a vrcholí trojúhelným tympanonem. Obě dvojice domů po stranách kapitulního děkanství mají průčelí upravena obdobně (podélné pásy v přízemí, prolamované římsy v patře), dva domy při pivovaře (v rohu náměstí) mají pětiosou fasádu, oba domy směrem k biskupství tříosou, ve štítech po jediném okně a vrcholové tympanony štítů dílem trojúhelné, dílem segmentové. Tato pětidílná kulisa v koncepci i detailu (rustikové pásy a klenáky v přízemí) bezpečně svědčí o tom, že je dílem téhož architekta, který budoval palác biskupství. Santini zde s neobyčejným citem provedl adaptaci renesančních měšťanských domů, jímž ponechal prostorovou svébytnost, zevně demonstroval jednotlivými štíty a střechami. Plochu jejich průčelí však scelil společnou výškovou úrovní i užitím shodné dekorace v jedinou kulisu s dominantou kapitulního děkanství uprostřed, uzavírající neobyčejně měkce pohledovou osu od presbytáře katedrály k jihozápadu. Řešení označuje Kořán jako výjimečné a urbanisticky dokonalé, které má v Hradci Králové obdoby jen v úpravách Kermerových a velkorysé moderní koncepci Gočárově.  Tento názor přijímá Sedlák, který úpravy také připisuje Santinimu, který zde dle něj vytvořil pozoruhodnou urbanistickou kompozici, s níž se mohou v Hradci měřit jen moderní Gočárovy koncepce. Jeho dílem byla i nedaleká budova biskupské rezidence.  K podílu Santiniho na podobě kanovnických domů se kloní také V. Hrubý.  Případně, že Santini je sice autorem návrhu, ale sám stavby nerealizoval.
Podle M. Horyny však došlo k přestavbě mnohem dříve, než uvádí J. Sedlák. Stavebně-historický průzkum prokázal, že probíhala již současně se stavbou přední budovy biskupství, a na obě akce byly současně poskytovány prostředky z Říma. Barokizaci domů připsal Santinimu Ivo Kořán, který postřehl pozoruhodný urbanistický záměr, pořádající průčelí v zrcadlově symetrické sestavě. Samotnou architekturu však Horyna označuje za tak konzervativní, že navržené autorství vylučuje.

## Architektura jednotlivých domů

### Kanovnický dům čp. 48

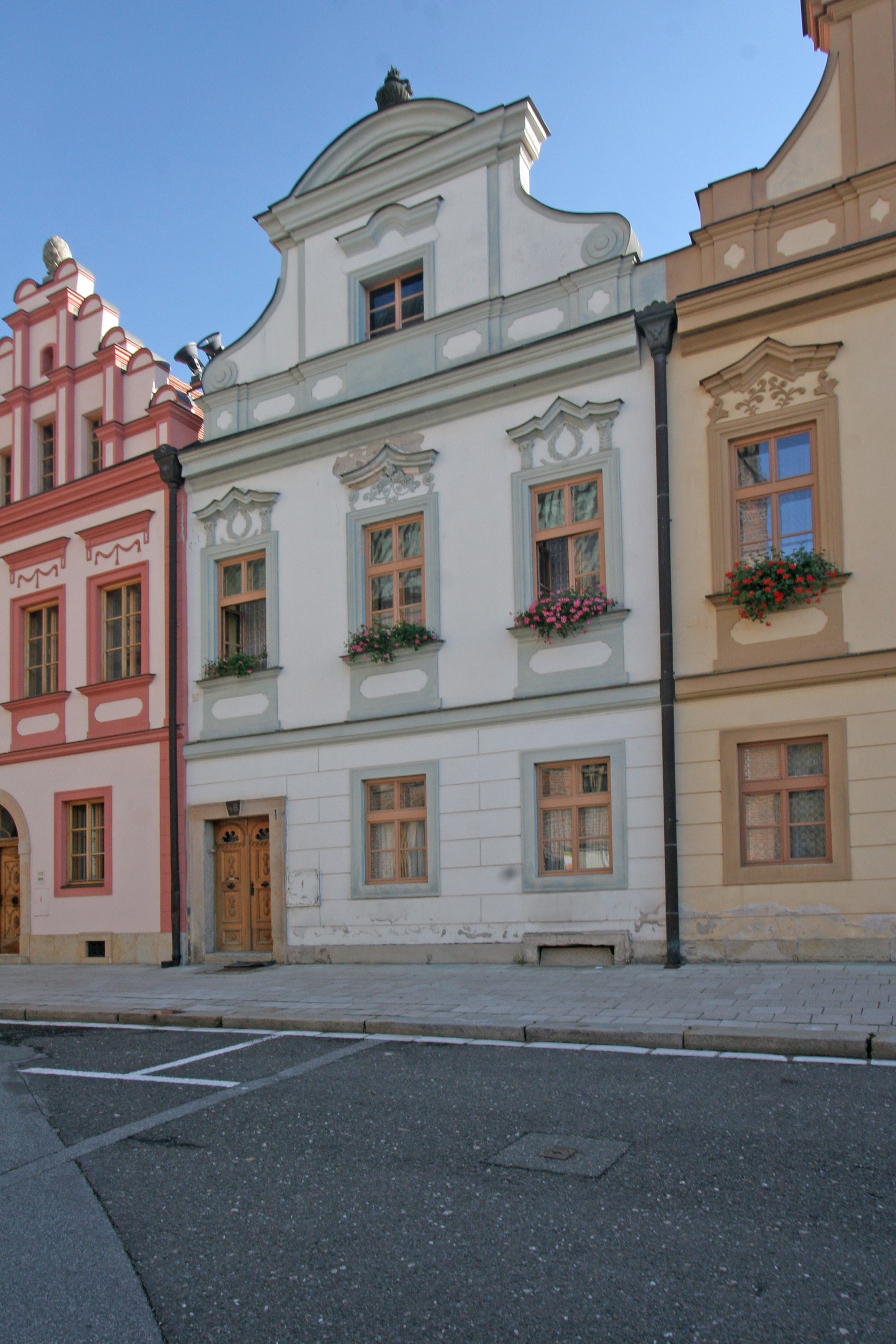
Čp. 48

Je řazen mezi soubor pěti kanovnických domů, které měly být kolem r. 1720 barokně přestavěny podle návrhu Jana Blažeje Santiniho. Dům je jednopatrový zakončený barokním štítem se stlačenými volutami, na vrcholu štítu je ozdobná pískovcová váza. Přízemí domu tvoří jednoduchý pískovcový vstupní portál a dva okenní otvory se šambránami, od patra je odděleno průběžnou římsou. Patro má tři okenní otvory s profilovanými šambránami, parapetní štukovou výplní, suprafenestrou (nadokenní prostor vyplněný štukami) a nadokenními římsami. Středová suprafenestra má okřídlenou hlavičku andělíčka, postranní vavřínové věnečky. Štít má jeden okenní otvor s neúplnou profilovanou šambránou. Přízemí tvoří průběžná chodba se šesti poli křížové klenby, ve třetím poli je nástup na schodiště do patra, chodba ústí do dvora. V přední části přízemí je velká místnost s valenou klenbou s dvěma lunetami. Zadní místnost do dvora je zaklenuta třemi poli křížové klenby. V patře jsou dvě místnosti, jedna se dvěma okny a druhá s jedním. Nádvorní fasáda bez ozdob je sjednocena se sousedním domem čp. 49. Dům má sklepy bez lochů (prostor pro ukládání sudů) upravované v roce 1938. Dvůr končí na jižní straně původní gotickou městskou hradbou s gotickými cihlami. Vrch hradby je dostavěn z jiného formátu cihel z pozdější doby.
Dům patřil k švandovské prebendě, jejímž základem byl odkaz chrudimského děkana Jana Švandy již před založením biskupství v roce 1662.

### Dům čp. 49 (Logdmanská prebenda)
Na parcele dnešního domu stával původně gotický dům, který byl v 16. století renesančně přestavěn a obdobně jako sousední kanovnické domy byl kolem roku 1720 přestavěn barokně. Dům je jednopatrový, zakončený barokním štítem, který je odlišný od předešlého domu čp. 48. Vrchol štítu je zakončen piniovou pískovcovou šiškou. Fasáda přízemí je tvořena vstupními dveřmi s jednoduchým kamenným venýřem (zárubní) a dvěma okenními otvory. Patro je ve fasádě odděleno jednoduchou průběžnou římsou a nadpražím oken jsou štukové suprafenestry. Středová suprafenestra má štukovou rokaj a postranní rostlinný motiv. Římsa odděluje štít domu, který je tvořen jedním okenním otvorem s tvarově shodnou nadokenní římskou jako v prvním patře. Po stranách okna jsou širší lizény. Střecha domu je sedlová s hřebenem kolmým k uliční čáře. Z pohledu z ulice je, obdobně jako u ostatních kanovnických domů, kryta štítem, který je tvořen jedním okenním otvorem, po stranách jsou pilastry a nahoře je zakončena trojúhelníkovým štítkem, který nese na vrcholu piniovou šišku. Zakončen je obloukovým frontonem, který na vrcholu nese pískovcovou vázu. Přízemí domu má při pravé straně průběžnou chodbu ústící do dvora. Je zaklenuta šesti poli křížové klenby. V posledním poli je nástup na jednoramenné schodiště vedoucí do patra. Stavební dispozice je zrcadlově stejná jako v domě čp. 48. Nádvorní hospodářská stavba je novodobá přízemní budova.

### Dům čp. 50 (I. Bischofsteinská prebenda)

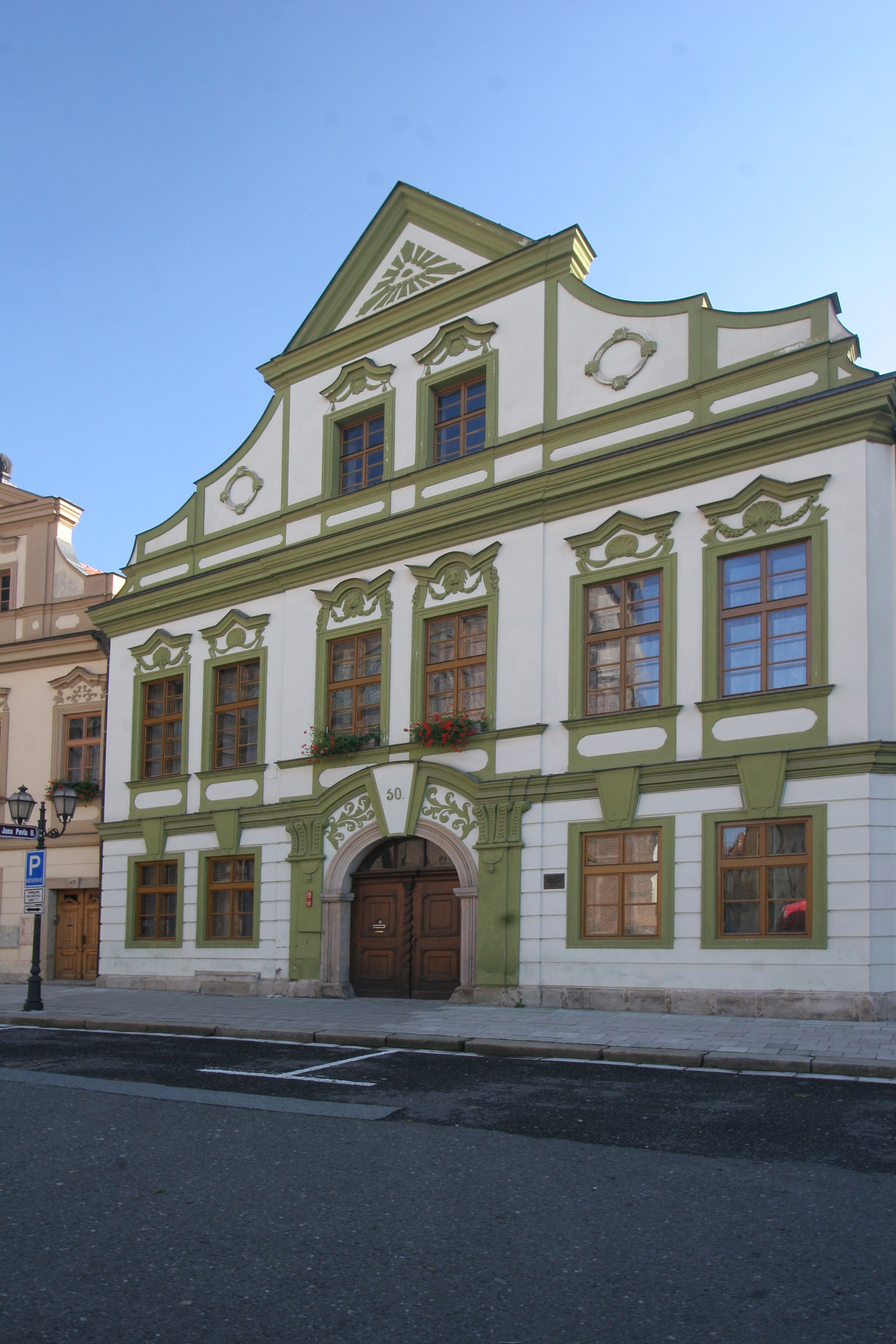
Dům čp. 50

Dům vznikl spojením dvou původně renesančních domů. Kolem roku 1720 byl objekt barokně přestavěn, včetně barokní úpravy fasády. Dům je mírně předsazen do ulice (cca 40 cm), je patrový a stavební dispozice domu má tři trakty. Celkový půdorys domu je ve tvaru lichoběžníku. Středový trakt přízemí tvoří průchozí chodba halového typu, zaklenutá v předním a zadním poli křížovou klenbou. Ze středního pole je nástup do prvního patra po jednoramenném vřetenovém schodišti, zaklenutém valenou klenbou, na podestách jsou vysoké niky. Boční trakty tvoří obytné místnosti zaklenuté křížovou klenbou. Přední místnost levého traktu má navíc čtyři lunety. V patře je vedle obytných místností zasedací místnost, která je největší, a kaple. Dům je částečně podsklepený a má lochy (prostor pro sudy). Střecha domu je sedlová s valbou směrem do dvora, hřeben kolmý k uliční čáře. Fasáda průčelí má v přízemí uprostřed mohutný obloukový portál s kamennými venýři a po stranách s širokými pilastry. Bohatě štuková supraporta má ve středu přes celou výšku závěrečný klenák. Po každé straně dveří jsou dva okenní otvory se šambránami a na nadpražím jsou uprostřed naznačeny mohutné klenáky, které vrchem končí až v horní části římsy, kterou tak rozděluje na úseky. Fasáda přízemí má pásovou bosáž a je oddělena od patra již zmíněnou římskou. Patro fasády tvoří šest vysokých okenních otvorů, spojovaných do dvojic. Mají profilované šambrány a podokenní římsy. Mezi nadokenní římsou a oknem jsou suprafenestry. Nad dvěma středovými okny jsou maskarony (štuková maska lidské tváře). Krajová okna mají rostlinný motiv, zbývající dvě lví hlavičky. Mohutný štít, oddělený od patra dvojí římsou, má po stranách vždy dva náběhy, ve středu jsou dva okenní otvory s nadokenní římsou, vrchol štítu tvoří téměř rovnoramenný trojúhelník s Božím okem.

### Dům čp. 51 (III. Bischofsteinská prebenda)

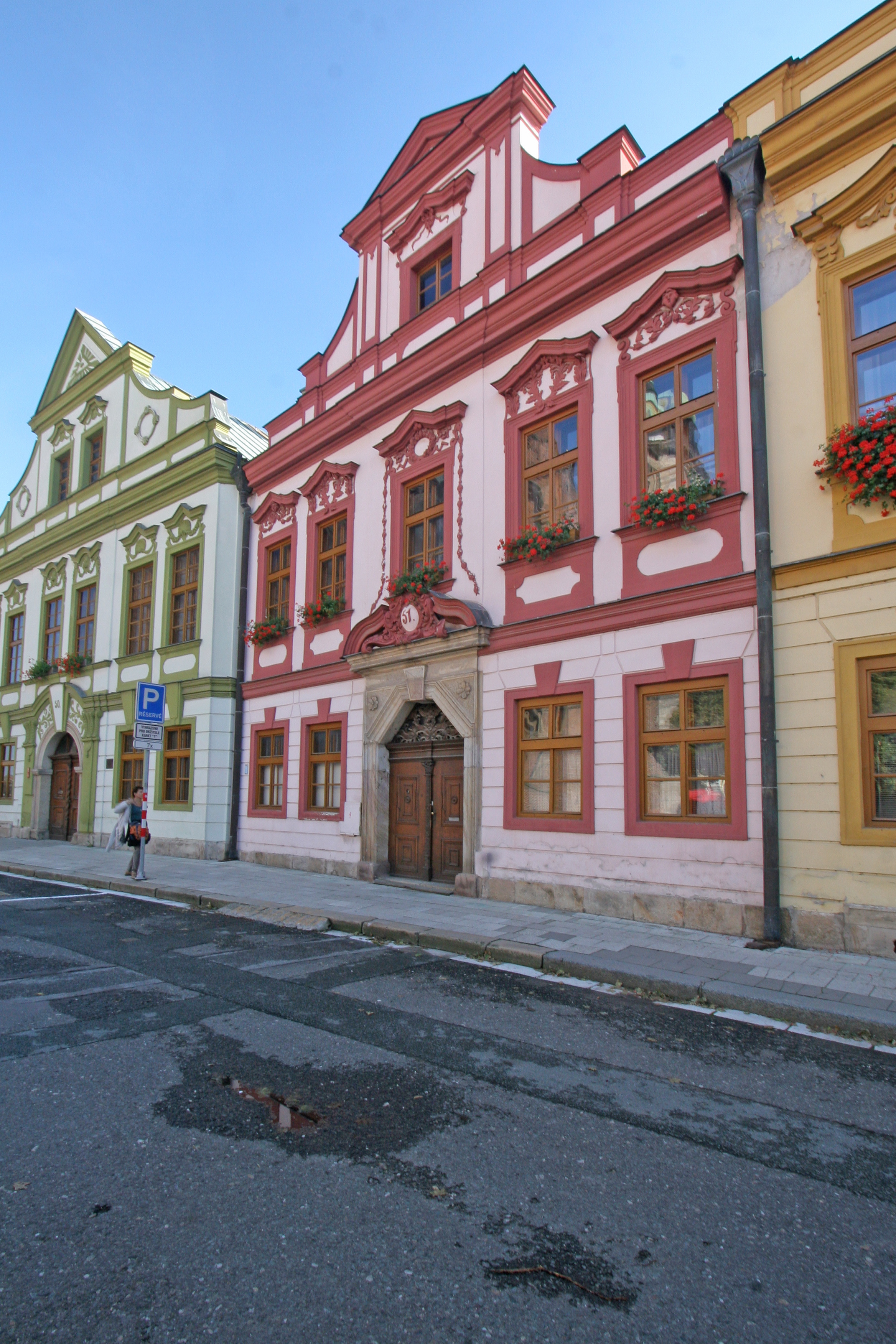
Ćp. 51

Sídelní dům děkana kapituly. Dá se předpokládat, že patřil k domům, které měly být se souhlasem města přestavěny na kanovnické residence již za biskupa Beckera (1702-1710). Kolem roku 1720 byl barokně upraven. Některé části zdí ve sklepě jsou gotického původu. Sklepy zasahují mimo obvodovou zeď směrem do dvora, což by svědčilo, že gotická zástavba byla posunuta směrem k městským hradbám. V zahradě se také nacházejí zbytky půlválcové gotické bašty. Jako kanovnická rezidence je dům bezpečně doložen až k roku 1790.
Dům v přízemí je symetrickým trojtraktem se středovou chodbou, zaklenutou šesti poli křížové klenby s lunetami. Chodba ústí do dvora. V posledním křížovém poli je nástup na vřetenové schodiště do patra. Nad podestami jsou eliptické klenby s křížovými políčky. V patře je směrem do průčelí jeden velký pokoj a jeden menší. Směrem do dvora je jedna místnost a sociální zařízení.
Průčelí fasády přízemí tvoří kamenný portál s naznačeným závěrečným klenákem, nad ním profilovaná pískovcová římsa, na kterou nasedá supraporta s rokají s číslem 51. Po obou stranách vchodu jsou dva okenní otvory s šambránami. Patro je odděleno profilovanou římskou, nad níž je umístěna výše zmíněná oblouková supraporta. V patře je pět okenních os. Středové okno těsně naléhá na supraportu. Okna po obou stranách tvoří dvojice. Šambrány oken jsou soušky. Okenní otvory mají úzké podokenní římsy. Nadokenní římsy jsou shodné. Suprafenestry jsou shodné u okrajových oken, kde mají lidské hlavičky. U středového okna mají věnec. Římsa odděluje první patro od štítu a je průběžná s domem čp. 52. Štít je s jedním oknem a má tvarově shodnou nadokenní římsu, má jeden náběh a dva pilastry, které pohledově nesou trojúhelníkový štítek. Nádvorní fasáda je hladká. Střecha je sedlová a směrem do dvora má valbu. Hřeben střechy je kolmý na uliční čáru.
Nejstarší záznam o restaurování domu je z 1. října 1731 (městský stavební archiv) a týká se i domu čp. 50. Bez datace jsou úpravy fasád z poslední třetiny 18. století připisované Františku Kermerovi.

### Dům čp. 52 (II. Bischofsteinská prebenda)

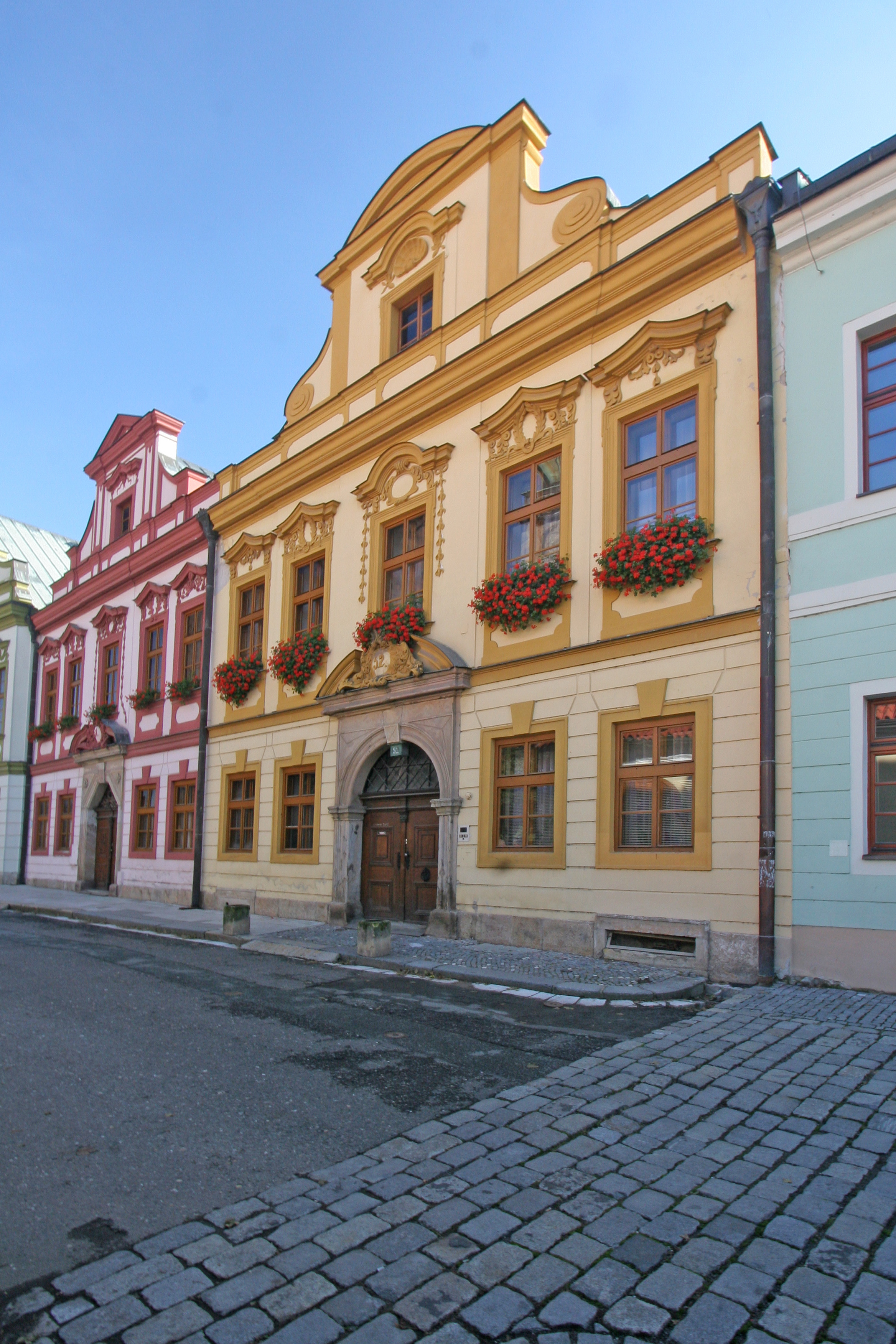
Čp. 52

Tento dům je zrcadlově shodný se sousedním domem čp. 51. Byl barokně vystavěn kolem roku 1720. O gotickém původu parcely svědčí sklepy gotického původu, které jsou posunuté z větší částí směrem do dvora. Dispozice domu je shodná s předešlým domem. Průčelí fasády se liší vstupním pískovcovým portálem, který má klenební oblouk a římsu, na kterou nasedá supraporta s mohutnou rokajovou plastikou s číslem 52 uprostřed. V patře je pět okenních otvorů se šambránami a s oušky, nadokenní římsa u středního okna má návojovou římsu. Patro od štítu je odděleno mohutnou profilovanou římskou. Štít s jedním oknem má voluty a vrchol je místo trojúhelníkového frontonu zakončen obloukovým Na tento kanovnický dům, poslední v řadě, navazuje dům čp. 53, kde býval v minulosti městský špitál a chudobinec, později součást pivovaru, dnes součást Regiocentra Nový pivovar.